# Jean V de Ratibor
Jean V de Ratibor ou  (également connu comme Jean III  le Jeune de  Ratibor ; tchèque: Jan V. Ratibořský; né vers 1446; † 14 mai 1493) dut de 1456 jusqu'à sa mort en 1493 sur le duché de Ratibor. Il appartient à la lignée des Přemyslides d'Opava/Ratibor ou en allemand: Troppau/Ratibor.

## Biographie
Jean V est le fils du duc Venceslas II de Ratibor et de son épouse  Margareta von Szamotuły († 1464), une fille du Castellan polonais Vinzenz von Szamotuły de Międzyrzecz. Il est le fils unique du duc Venceslas à qui il succède en 1456. 
Ces domaines comme ceux de ses cousins  Jean IV le Vieux de Jägerndorf et Venceslas de Rybnik, se trouvent dans la partie du royaume de Bohême contrôlée par le roi Georges de Bohême. Lorsque le roi de Hongrie Mathias Corvin, prétendant au trône de Bohême, attaque le Silésie en 1469, Jean V doit défendre ses possessions contre le commandant des armées hongroises Franz von Hagen. En 1471 après la mort de Georges de Bohême il soutient la candidature au trône de Vladislav Jagellon, qu'il accompagne avec d'autres princes de Silésie sur le chemin de Cracovie à Prague lors de son voyage pour son couronnement.  Peu après il renonce à combattre Matthias Corvin et accepte de lui rendre l'hommage féodal afin de rester en possession de son duché.
À l'occasion de son mariage avec Madeleine d'Opole en 1478 il conclut avec le frère de son épouse 
Jean II d'Opole un pacte de succession mutuelle qui est confirmé par son suzerain Mathias Corvin. Après la mort de la veuve anonyme de son cousin Jean IV de Jägerndorf (1483) qui n'avait pas d'héritier il devient duc de Zory en allemand:Sohrau, Rybnik et Wodzisław Śląski en (allemand Loslau), qu'il incorpore à son duché de Ratibor .

## Union et postérité
Vers 1478  Jean VI épouse Magdeleine († 1501), une fille du duc Nicolas Ier qui lui donne quatre enfants:
- Nicolas VII († 1506)
- Jean VI († 1506)
- Valentin
- Magdeleine († en enfance)